# Poiana Copăceni
Poiana Copăceni – wieś w Rumunii, w okręgu Prahova, w gminie Gura Vitioarei. W 2011 roku liczyła 1010 mieszkańców.